# Peter Stephan Zurbriggen
Mons. Peter Stephan Zurbriggen (27. srpna 1943 Brig – 28. srpna 2022 Brig) byl švýcarský římskokatolický kněz, arcibiskup a apoštolský nuncius.

## Život
Narodil se 27. srpna 1943 v Brigu. Roku 1950 navštěvoval základní školu ve svém rodném městě. Poté studoval na Vysoké škole Svatého Ducha kde roku 1963 maturoval. Stejného roku nastoupil do vojenské služby a vstoupil do kněžského semináře diecéze Sion, zde byl do roku 1965. Odjel do Říma a na Papežské gregoriánské univerzitě získal licentiát z teologie.
Kněžské svěcení přijal 10. října 1969 v kostele Svatého Ignáce v Římě Alfredem Bengschem. Svou primiční mši sloužil o den později v kostele Santi Cosma e Damiano al Foro Romano.
Od roku 1969 navštěvoval Papežskou církevní akademii kde roku 1973 získal licentiát z církevního práva a studium ukončil o rok později. Dále roku 1975 dostal doktorát z církevního práva na Papežské lateránské univerzitě. Poté vstoupil do diplomatických služeb Svatého stolce. Roku 1976 byl vyznamenán titulem "Kaplan Jeho Svatosti". V začátcích působil na apoštolských nunciaturách v Bolívii, Německu, Uruguayi a ve Francii. Roku 1989 byl povýšen na "Preláta Jeho Svatosti". Dále působil v apoštolské delegaci v Africe, na nunciatuře v Indii a Nepálu.
Dne 13. listopadu 1993 jej papež Jan Pavel II. jmenoval apoštolským delegátem v Mosambiku a titulárním arcibiskupem z Glastonbury. Biskupské svěcení přijal 6. ledna 1994 v Bazilice Sv. Petra, z rukou Jana Pavla II. a spolusvětiteli byli Giovanni Battista Re a Josip Uhač.
Poté byl apoštolským nunciem v těchto zemích:
- Mosambik (1996–1998)
- Arménie (1998–2001)
- Ázerbájdžán (1998–2001)
- Gruzie (1998–2001)
- Estonsko (2001–2009)
- Lotyšsko (2001–2009)
- Litva (2001–2009)
- Rakousko (2009–2018)